# Mednarodna hokejska liga 2003/04
Mednarodna hokejska liga 2003/04 je bila peta sezona Mednarodne hokejske lige. Naslov prvaka je osvojil klub Podhale Nowy Targ, ki je v finalu premagal HK Jesenice. 

## Redni del

### Lestvica
| Poz | Klub                      | OT | TOČ | Z (ZP) | P (PP) | PG | DG | GR  |
| --- | ------------------------- | -- | --- | ------ | ------ | -- | -- | --- |
| 1   | Unia Oswiecim             | 16 | 39  | 13 (1) | 3 (1)  | 65 | 41 | +24 |
| 2   | Alba Volán Székesfehérvár | 16 | 31  | 10 (1) | 6 (2)  | 54 | 39 | +15 |
| 3   | Podhale Nowy Targ         | 16 | 29  | 10 (1) | 6 (0)  | 63 | 40 | +23 |
| 4   | HDD Olimpija Ljubljana    | 16 | 25  | 8 (1)  | 8 (2)  | 41 | 37 | +4  |
| 5   | GKS Tychy                 | 16 | 22  | 7 (0)  | 9 (1)  | 58 | 64 | -6  |
| 6   | Dunaújvárosi Acélbikák    | 16 | 19  | 6 (2)  | 10 (3) | 45 | 58 | -13 |
| 7   | KHL Medveščak             | 16 | 19  | 7 (3)  | 9 (1)  | 31 | 52 | -21 |
| 8   | HK Jesenice               | 16 | 18  | 6 (1)  | 10 (1) | 41 | 43 | -2  |
| 9   | HK Slavija                | 16 | 14  | 5 (2)  | 11 (1) | 39 | 63 | -24 |

## Končnica

### Četrtfinale

#### Unia Oswiecim - HK Jesenice
| 13. februar 2004 | Unia Oswiecim | 3:6 | HK Jesenice | Hala Lodowa, Oświęcim |

| Poročilo tekme | Poročilo tekme | Poročilo tekme | Poročilo tekme | Poročilo tekme |
| -------------- | -------------- | -------------- | -------------- | -------------- |
|                |                | (1-2,1-1,1-3)  |                |                |

| 14. februar 2004 | Unia Oswiecim | 3:0 | HK Jesenice | Hala Lodowa, Oświęcim |

| Poročilo tekme | Poročilo tekme | Poročilo tekme | Poročilo tekme | Poročilo tekme |
| -------------- | -------------- | -------------- | -------------- | -------------- |
|                |                | (1-0,1-0,1-0)  |                |                |

| 17. februar 2004 | HK Jesenice | 2:1 | Unia Oswiecim | Dvorana Podmežakla, Jesenice |

| Poročilo tekme | Poročilo tekme | Poročilo tekme | Poročilo tekme | Poročilo tekme |
| -------------- | -------------- | -------------- | -------------- | -------------- |
|                |                | (0-0,2-0,0-1)  |                |                |

#### HDD Olimpija Ljubljana - GKS Tychy
| 13. februar 2004 | HDD Olimpija Ljubljana | 3:2 | GKS Tychy | Hala Tivoli, Ljubljana |

| Poročilo tekme | Poročilo tekme | Poročilo tekme | Poročilo tekme | Poročilo tekme |
| -------------- | -------------- | -------------- | -------------- | -------------- |
|                |                | (2-0,0-1,1-1)  |                |                |

| 14. februar 2004 | HDD Olimpija Ljubljana | 4:3 | GKS Tychy | Hala Tivoli, Ljubljana |

| Poročilo tekme | Poročilo tekme | Poročilo tekme | Poročilo tekme | Poročilo tekme |
| -------------- | -------------- | -------------- | -------------- | -------------- |
|                |                | (0-2,3-0,1-1)  |                |                |

#### Alba Volán Székesfehérvár - KHL Medveščak
| 13. februar 2004 | Alba Volán Székesfehérvár | 5:4 | KHL Medveščak | Ledena dvorana, Székesfehérvár |

| Poročilo tekme | Poročilo tekme | Poročilo tekme | Poročilo tekme | Poročilo tekme |
| -------------- | -------------- | -------------- | -------------- | -------------- |
|                |                | (1-1,2-1,2-2)  |                |                |

| 14. februar 2004 | Alba Volán Székesfehérvár | 2:1 | KHL Medveščak | Ledena dvorana, Székesfehérvár |

| Poročilo tekme | Poročilo tekme | Poročilo tekme | Poročilo tekme | Poročilo tekme |
| -------------- | -------------- | -------------- | -------------- | -------------- |
|                |                | (0-0,1-0,1-1)) |                |                |

#### Podhale Nowy Targ - Dunaújvárosi Acélbikák
| 13. februar 2004 | Podhale Nowy Targ | 5:2 | Dunaújvárosi Acélbikák | Miejska Hala Lodowa, Nowy Targ |

| Poročilo tekme | Poročilo tekme | Poročilo tekme | Poročilo tekme | Poročilo tekme |
| -------------- | -------------- | -------------- | -------------- | -------------- |
|                |                | (3-0,1-2,1-0)  |                |                |

| 14. februar 2004 | Podhale Nowy Targ | 3:1 | Dunaújvárosi Acélbikák | Miejska Hala Lodowa, Nowy Targ |

| Poročilo tekme | Poročilo tekme | Poročilo tekme | Poročilo tekme | Poročilo tekme |
| -------------- | -------------- | -------------- | -------------- | -------------- |
|                |                | (0-1,0-0,3-0)  |                |                |

### Polfinale

#### Alba Volán Székesfehérvár - Podhale Nowy Targ
| 19. februar 2004 | Alba Volán Székesfehérvár | 1:2 | Podhale Nowy Targ | Ledena dvorana, Székesfehérvár |

| Poročilo tekme | Poročilo tekme | Poročilo tekme | Poročilo tekme | Poročilo tekme |
| -------------- | -------------- | -------------- | -------------- | -------------- |
|                |                | (1-1,0-1,0-0)  |                |                |

| 20. februar 2004 | Alba Volán Székesfehérvár | 4:3* | Podhale Nowy Targ | Ledena dvorana, Székesfehérvár |

| Poročilo tekme | Poročilo tekme | Poročilo tekme        | Poročilo tekme | Poročilo tekme |
| -------------- | -------------- | --------------------- | -------------- | -------------- |
|                |                | (0-1,1-0,2-2,0-0,1-0) |                |                |

| 22. februar 2004 | Podhale Nowy Targ | 6:1 | Alba Volán Székesfehérvár | Miejska Hala Lodowa, Nowy Targ |

| Poročilo tekme | Poročilo tekme | Poročilo tekme | Poročilo tekme | Poročilo tekme |
| -------------- | -------------- | -------------- | -------------- | -------------- |
|                |                | (2-0,3-1,1-0)  |                |                |

#### HDD Olimpija Ljubljana - HK Jesenice
| 19. februar 2004 | HDD Olimpija Ljubljana | 1:2* | HK Jesenice | Hala Tivoli, Ljubljana |

| Poročilo tekme | Poročilo tekme | Poročilo tekme        | Poročilo tekme | Poročilo tekme |
| -------------- | -------------- | --------------------- | -------------- | -------------- |
|                |                | (1-1,0-0,0-0,0-0,0-1) |                |                |

| 20. februar 2004 | HDD Olimpija Ljubljana | 3:4 | HK Jesenice | Hala Tivoli, Ljubljana |

| Poročilo tekme | Poročilo tekme | Poročilo tekme | Poročilo tekme | Poročilo tekme |
| -------------- | -------------- | -------------- | -------------- | -------------- |
|                |                | (1-2,0-2,2-0)  |                |                |

### Finale
| 24. februar 2004 | Podhale Nowy Targ | 6:0 | HK Jesenice | Miejska Hala Lodowa, Nowy Targ |

| Poročilo tekme | Poročilo tekme | Poročilo tekme | Poročilo tekme | Poročilo tekme |
| -------------- | -------------- | -------------- | -------------- | -------------- |
|                |                | (4-0,2-0,0-0)  |                |                |

| 25. februar 2004 | Podhale Nowy Targ | 4:1 | HK Jesenice | Miejska Hala Lodowa, Nowy Targ |

| Poročilo tekme | Poročilo tekme | Poročilo tekme | Poročilo tekme | Poročilo tekme |
| -------------- | -------------- | -------------- | -------------- | -------------- |
|                |                | (1-1,2-0,1-0)  |                |                |

## Statistika

### Najboljši strelci
| Poz | Igralec             | Klub                      | OT | G  | A  | TOČ | KM |
| --- | ------------------- | ------------------------- | -- | -- | -- | --- | -- |
| 1   | Jaroslaw Rozanski   | Podhale Nowy Targ         | 22 | 15 | 11 | 26  | 26 |
| 2   | Balázs Ladányi      | Dunaújvárosi Acélbikák    | 18 | 9  | 16 | 25  | 49 |
| 3   | Gábor Ocskay        | Alba Volán Székesfehérvár | 20 | 7  | 18 | 25  | 37 |
| 4   | Krisztián Palkovics | Alba Volán Székesfehérvár | 21 | 13 | 8  | 21  | 2  |
| 5   | Michal Radwanski    | Podhale Nowy Targ         | 22 | 14 | 6  | 20  | 32 |
| 6   | Toni Tišlar         | HK Jesenice               | 23 | 7  | 13 | 20  | 38 |
| 7   | Martin Voznik       | Podhale Nowy Targ         | 21 | 6  | 12 | 18  | 4  |
| 8   | Imre Peterdi        | Dunaújvárosi Acélbikák    | 18 | 12 | 5  | 17  | 2  |
| 9   | Milan Baranyik      | Podhale Nowy Targ         | 23 | 12 | 5  | 17  | 24 |
| 10  | Pavol Fedor         | Alba Volán Székesfehérvár | 21 | 9  | 8  | 17  | 14 |